# ألويس أوير
ألويس أوير (بالألمانية: Alois Auer von Welsbach)‏ هو رسام توضيحي ومصور نمساوي، ولد في 11 مايو 1813 في فيلز في النمسا، وتوفي في 10 يوليو 1869 في فيينا في النمسا.